# Élections sénatoriales de 2023 en Moselle
Les élections sénatoriales en Moselle ont lieu le dimanche 24 septembre 2023. Elles ont pour but d'élire les sénateurs représentant le département au Sénat pour un mandat de six années.
Malgré plusieurs demandes le Conseil constitutionnel n'annule pas ces élections.

## Sénateurs sortants
| Sénateur | Sénateur             | Parti | Groupe | Fonctions lors de l'élection en 2017                                        |
| -------- | -------------------- | ----- | ------ | --------------------------------------------------------------------------- |
|          | Jean-Marc Todeschini | PS    | SER    | Sénateur sortant, conseil municipal de Talange                              |
|          | Jean-Marie Mizzon    | UDI   | UC     | Maire de Basse-Ham                                                          |
|          | Catherine Belrhiti   | LR    | REP    | Adjointe au maire de Buhl-Lorraine                                          |
|          | Christine Herzog     | DVD   | UC     | Conseillère départementale, maire d'Hertzing                                |
|          | Jean-Louis Masson    | DVD   | RASNAG | Sénateur sortant, conseiller départemental, conseiller municipal de Nouilly |

## Présentation des listes et des candidats

### Liste Divers droite conduite par Christine Herzog
| N° | Candidats | Candidats              | Parti | Nuance | Principales fonctions                           |
| -- | --------- | ---------------------- | ----- | ------ | ----------------------------------------------- |
| 01 |           | Christine Herzog       |       | DVD    | Sénatrice sortante, conseillère départementale  |
| 02 |           | Michel Paquet          |       | DVD    | Maire de Zoufftgen                              |
| 03 |           | Stéphanie Zampieri     |       | DVD    | Conseillère municipale de Vahl-lès-Bénestroff   |
| 04 |           | Marcel Amps            |       | DVD    | Maire de Marimont-lès-Bénestroff                |
| 05 |           | Sandrine Momper        |       | DVD    | Maire de Neufgrange                             |
|    |           |                        |       |        |                                                 |
| 06 |           | Walter Kurtzman        |       | DVD    | Maire de Peltre                                 |
| 07 |           | Marie-Elisabeth Becker |       | DVD    | Adjointe au maire de Longeville-lès-Saint-Avold |

Liste soutenue par Hervé Marseille, président du groupe Union centriste.

### Liste Divers gauche conduite par Frédéric Levée
| N° | Candidats | Candidats           | Parti | Nuance | Principales fonctions |
| -- | --------- | ------------------- | ----- | ------ | --------------------- |
| 01 |           | Frédéric Levée      |       | DVG    | Maire de Gorze        |
| 02 |           | M K                 |       |        |                       |
| 03 |           | Jean-Marc Schmitt   |       |        | Maire de Harskirchen  |
| 04 |           | Françoise Deprugney |       |        |                       |
| 05 |           | Philippe Ober       |       |        |                       |
| 06 |           | Soyanie Som         |       |        |                       |
| 07 |           | Pierre Laurent      |       |        |                       |

### Liste Horizons conduite par Anne Boucher
| N° | Candidats | Candidats                | Parti | Nuance | Principales fonctions          |
| -- | --------- | ------------------------ | ----- | ------ | ------------------------------ |
| 01 |           | Anne Boucher             | HOR   | HOR    |                                |
| 02 |           | Jean Zordan              | HOR   | HOR    | Maire de Valmestroff           |
| 03 |           | Amandine Laveau-Zimmerlé | HOR   | HOR    | Conseillère municipale de Metz |
| 04 |           | Pierre Cuny              | HOR   | HOR    | Maire de Thionville            |
| 05 |           | Ghislaine Melon          | HOR   | HOR    | Maire d'Ennery                 |
|    |           |                          |       |        |                                |
| 06 |           | Dominique Ferrau         | HOR   | HOR    | Maire de Behren-lès-Forbach    |
| 07 |           | Aurélie Grandjean        |       |        |                                |

La liste est soutenue par le parti Horizons mais pas par Renaissance et le Modem.

### Liste Divers droite conduite par Laurent Muller
| N° | Candidats | Candidats              | Parti | Nuance | Principales fonctions                                     |
| -- | --------- | ---------------------- | ----- | ------ | --------------------------------------------------------- |
| 01 |           | Laurent Muller         | LR    | LR     | Maire de Hombourg-Haut, conseiller départemental          |
| 02 |           | Sylvie Bouschbacher    |       | DVD    | Conseillère départementale                                |
| 03 |           | Jean-Luc Saccani       |       | DVD    | Maire de Rémilly, vice-président du conseil départemental |
| 04 |           | Christelle Loria-Manck |       | DVD    | Conseillère départementale                                |
| 05 |           | Jean Luc Huber         |       |        | Maire de Mittersheim                                      |
|    |           |                        |       |        |                                                           |
| 06 |           | Malika Attou           |       |        | Conseillère municipale de Morhange                        |
| 07 |           | Daniel Muller          |       |        | Maire de Hambach                                          |

### Liste Les Républicains conduite par Jean-Marie Mizzon
| N° | Candidats | Candidats          | Parti | Nuance | Principales fonctions                                               |
| -- | --------- | ------------------ | ----- | ------ | ------------------------------------------------------------------- |
| 01 |           | Jean-Marie Mizzon  | UDI   | UDI    | Sénateur sortant, conseiller municipal de Basse-Ham                 |
| 02 |           | Catherine Belrhiti | LR    | LR     | Sénatrice sortante, conseillère régionale                           |
| 03 |           | Khalifé Khalifé    | SE    | DVD    | Conseiller départemental, adjoint au maire de Metz                  |
| 04 |           | Patricia Momper    | SE    | DVD    | Maire de Hundling                                                   |
| 05 |           | Armel Chabane      | LR    | LR     | Conseiller départemental, maire de Bouzonville                      |
|    |           |                    |       |        |                                                                     |
| 06 |           | Fabienne Beauvais  | SE    | DVD    | Conseillère régionale, conseillère municipale de Freyming-Merlebach |
| 07 |           | Julien Freyburger  | LR    | LR     | Conseiller départemental, maire de Maizières-lès-Metz               |

### Liste Rassemblement national conduite par Michel Rambour
| N° | Candidats | Candidats                 | Parti | Nuance | Principales fonctions                                 |
| -- | --------- | ------------------------- | ----- | ------ | ----------------------------------------------------- |
| 01 |           | Michel Rambour            | RN    | RN     | Maire de Vannecourt                                   |
| 02 |           | Marie-Claude Voinçon      | RN    | RN     | Conseillère régionale, conseillère municipale de Metz |
| 03 |           | Fabien Engelmann          | RN    | RN     | Conseiller régional, maire d'Hayange                  |
| 04 |           | Françoise Grolet (simple) | RN    | RN     | Conseillère régionale, conseillère municipale de Metz |
| 05 |           | Alexandre Loubet          | RN    | RN     | Député                                                |
|    |           |                           |       |        |                                                       |
| 06 |           | Josiane Marison           | RN    | RN     | Conseillère municipale de Stiring-Wendel              |
| 07 |           | Victor Chomard            | RN    | RN     | Conseiller municipal d'Ars-sur-Moselle                |

### Liste Divers conduite par Jean-Marc Brême
| N° | Candidats | Candidats           | Parti | Nuance | Principales fonctions |
| -- | --------- | ------------------- | ----- | ------ | --- |
| 01 |           | Jean-Marc Brême     |       | DIV    | Chef d'exploitation agricole, président de la FDSEA 57                                                                                     |
| 02 |           | Anne Mazuy          |       | DIV    | Conseillère départementale |
| 03 |           | Dominique Girard    |       | DIV    | Conseiller municipal à Pettoncourt |
| 04 |           | Cindy Halter        |       | DIV    | Agente immobilière |
| 05 |           | Michel Zimmermann   |       | DIV    | Ancien conseiller municipal, ancien président de la FDSEA, ancien président de la caisse locale du Crédit Agricole de Faulquemont Morhange |
|    |           |                     |       |        | |
| 06 |           | Fanny Pagnacco      |       | DIV    | Salariée |
| 07 |           | François Rechenmann |       | DIV    | Éleveur |

### Liste La France insoumise conduite par Jean-François Secondé
| N° | Candidats | Candidats              | Parti | Nuance | Principales fonctions            |
| -- | --------- | ---------------------- | ----- | ------ | -------------------------------- |
| 01 |           | Jean-François Secondé  | GE    | DVG    | Conseiller régional              |
| 02 |           | Florence Renard        | LFI   | FI     | Enseignante-chercheuse           |
| 03 |           | Martial Hoellinger     | LFI   | FI     | Conseiller municipal à Kirviller |
| 04 |           | Justine Franck         |       |        | Conseillère municipale de Gorze  |
| 05 |           | Larbi Meftah           |       |        | Docteur en géopolitique          |
|    |           |                        |       |        |                                  |
| 06 |           | Marie-Claude Roncoroni | LFI   | FI     | Pédopsychiatre, membre de ATTAC  |
| 07 |           | Vincent Schweitzer     |       |        | Professeur d'histoire-géographie |

### Liste Divers droite conduite par Jérémy Aldrin
| N° | Candidats | Candidats           | Parti | Nuance | Principales fonctions                                                     |
| -- | --------- | ------------------- | ----- | ------ | ------------------------------------------------------------------------- |
| 01 |           | Jérémy Aldrin       |       | HOR    | Ancien conseiller municipal, maître de conférences en Sciences de Gestion |
| 02 |           | Sonia Bour Bur      |       | HOR    | Maire du Val-de-Guéblange                                                 |
| 03 |           | Norbert Dor         |       | HOR    | Maire de Gros-Réderching                                                  |
| 04 |           | Béatrice Kempenich  |       | HOR    | Adjointe au maire de Faulquemont                                          |
| 05 |           | Lionel Bieder       |       | HOR    | Conseiller municipal de Thionville                                        |
|    |           |                     |       |        |                                                                           |
| 06 |           | Marjorie Zimmermann |       | HOR    | Conseillère municipale de Niderviller                                     |
| 07 |           | Olivier Butlingaire |       | HOR    | Maire de Bréhain                                                          |

### Liste Divers centre conduite par Salvatore Coscarella
| N° | Candidats | Candidats            | Parti | Nuance | Principales fonctions                                        |
| -- | --------- | -------------------- | ----- | ------ | ------------------------------------------------------------ |
| 01 |           | Salvatore Coscarella | PRV   |        | Président de la CA de Saint-Avold Synergie, maire de Valmont |
| 02 |           | Aline Gulino         |       | DVD    | Adjointe au maire d'Ogy-Montoy-Flanville                     |
| 03 |           | Stéphane Nicolas     | PRV   |        | Maire de Sailly-Achâtel                                      |
| 04 |           | Flora Pili           | PRV   |        | Conseillère départementale                                   |
| 05 |           | Philippe Renard      | PRV   |        | Maire de Destry                                              |
|    |           |                      |       |        |                                                              |
| 06 |           | Farida Kadoum        |       | DVD    | Conseillere municipale de Creutzwald                         |
| 07 |           | Grégory Keff         | PRV   |        | Adjoint au maire de Nouilly                                  |

### Liste Union de la gauche conduite par Michaël Weber
| N° | Candidats | Candidats            | Parti | Nuance | Principales fonctions                |
| -- | --------- | -------------------- | ----- | ------ | ------------------------------------ |
| 01 |           | Michaël Weber        | PS    | SOC    | Maire de Woelfling-lès-Sarreguemines |
| 02 |           | Viviane Fattorelli   |       | DVG    | Maire d'Audun-le-Tiche               |
| 03 |           | Patrick Abate        | PCF   | COM    | Maire de Talange                     |
| 04 |           | Kheira Kamassi       |       | DVG    | Conseillère municipale de Fameck     |
| 05 |           | Sylvain Hinschberger |       | DVG    | Maire de Bourgaltroff                |
|    |           |                      |       |        |                                      |
| 06 |           | Pauline Schlosser    |       | DVG    | Conseillère municipale de Metz       |
| 07 |           | Victorien Nicolas    |       | DVG    | Maire de Verny                       |

### Liste Union de la gauche conduite par Philippe Gasparella
| N° | Candidats | Candidats               | Parti | Nuance | Principales fonctions                       |
| -- | --------- | ----------------------- | ----- | ------ | ------------------------------------------- |
| 01 |           | Philippe Gasparella     | GRS   |        | Conseiller municipal de Marange-Silvange    |
| 02 |           | Irma Vollmer            | PCF   | COM    | Conseillère municipale de Montigny-lès-Metz |
| 03 |           | Patrick Peron           | PCF   | COM    | Maire d'Algrange                            |
| 04 |           | Sophia Matta            | PRV   |        | Conseillère municipale de Sarralbe          |
| 05 |           | Lokmane Benabid         |       |        | 3e adjoint municipal de Moyeuvre-Grande     |
|    |           |                         |       |        |                                             |
| 06 |           | Marie-Joséphine Bonanno |       |        |                                             |
| 07 |           | Simon Riffault          |       |        |                                             |

Liste dissidente départementale PCF, soutenue par le Parti radical de gauche.

### Liste Divers conduite par Lucie Laux
| N° | Candidats | Candidats                | Parti | Nuance | Principales fonctions              |
| -- | --------- | ------------------------ | ----- | ------ | ---------------------------------- |
| 01 |           | Lucie Laux               |       | DIV    | Avocate                            |
| 02 |           | Jeremy Dannenberger      |       | DIV    | Ancien attaché parlementaire       |
| 03 |           | Laurence Mazerand-Stocky |       | DIV    | 1re Adjointe au maire d'Hommarting |
| 04 |           | Hervé Martin             |       | DIV    | Maire de Thimonville               |
| 05 |           | Astride Stauder          |       | DIV    | 1re Adjointe au maire de Kerbach   |
|    |           |                          |       |        |                                    |
| 06 |           | Hervé Tritschberger      |       | DIV    | Maire d'Eschbach                   |
| 07 |           | Véronique Chevrier       |       | DIV    | Adjointe au maire d'Hesse          |

## Résultats
| Tête de liste                                                             | Tête de liste            | Liste                               | Voix  | %     | Élus | +/-           |
| ------------------------------------------------------------------------- | ------------------------ | ----------------------------------- | ----- | ----- | ---- | ------------- |
|                                                                           | Jean-Marie Mizzon        | Les Républicains (UDI)              | 868   | 31,12 | 3    | 1             |
| Majorité sénatoriale                                                      |                          |                                     | 868   | 31,12 | 3    | 1             |
|                                                                           | Michaël Weber            | Union de la gauche (PS - PCF)       | 364   | 13,05 | 1    | en stagnation |
| Au service de la Moselle                                                  |                          |                                     | 364   | 13,05 | 1    | en stagnation |
|                                                                           | Christine Herzog         | Divers droite                       | 330   | 11,83 | 1    | 1             |
| Prenons le parti de la Moselle !                                          |                          |                                     | 330   | 11,83 | 1    | 1             |
|                                                                           | Anne Boucher             | Horizons                            | 287   | 10,29 | 0    | en stagnation |
| Anne Boucher, la Moselle avec Édouard Philippe                            |                          |                                     | 287   | 10,29 | 0    | en stagnation |
|                                                                           | Michel Rambour           | Rassemblement national              | 275   | 9,86  | 0    | en stagnation |
| Au service des communes pour défendre la Moselle                          |                          |                                     | 275   | 9,86  | 0    | en stagnation |
|                                                                           | Jérémy Aldrin            | Divers droite (HOR)                 | 155   | 5,56  | 0    | en stagnation |
| Une nouvelle énergie pour la Moselle                                      |                          |                                     | 155   | 5,56  | 0    | en stagnation |
|                                                                           | Laurent Muller           | Divers droite (LR)                  | 142   | 5,09  | 0    | en stagnation |
| Engagés pour la Moselle                                                   |                          |                                     | 142   | 5,09  | 0    | en stagnation |
|                                                                           | Salvatore Coscarella     | Divers droite (PRV)                 | 119   | 4,27  | 0    | en stagnation |
| Libres et indépendants, résolument mosellans                              |                          |                                     | 119   | 4,27  | 0    | en stagnation |
|                                                                           | Philippe Gasparella      | Union de la gauche (PS - PCF - PRV) | 86    | 3,08  | 0    | en stagnation |
| La république des territoires, liste républicaines, sociale et écologiste |                          |                                     | 86    | 3,08  | 0    | en stagnation |
|                                                                           | Jean-François Secondé    | La France insoumise                 | 53    | 1,90  | 0    | en stagnation |
| Moselle Union populaire écologiste et solidaire                           |                          |                                     | 53    | 1,90  | 0    | en stagnation |
|                                                                           | Jean-Marc Brême          | Divers                              | 52    | 1,86  | 0    | en stagnation |
| Une valeur sure et authentique, "la Terre"                                |                          |                                     | 52    | 1,86  | 0    | en stagnation |
|                                                                           | Lucie Laux               | Divers                              | 45    | 1,61  | 0    | en stagnation |
| Lucie Laux, Libres & Indépendants                                         |                          |                                     | 45    | 1,61  | 0    | en stagnation |
|                                                                           | Frédéric Levée           | Divers gauche                       | 13    | 0,47  | 0    | en stagnation |
| Moselle cap Sénat                                                         |                          |                                     | 13    | 0,47  | 0    | en stagnation |
|                                                                           |                          |                                     |       |       |      |               |
| Suffrages exprimés                                                        | Suffrages exprimés       | Suffrages exprimés                  | 2 789 | 98,17 |      |               |
| Votes invalide                                                            | Votes invalide           | Votes invalide                      | 16    | 0,56  |      |               |
| Votes blancs                                                              | Votes blancs             | Votes blancs                        | 36    | 1,27  |      |               |
| Total                                                                     | Total                    | Total                               | 2 841 | 100   | 5    | en stagnation |
| Abstentions                                                               | Abstentions              | Abstentions                         | 51    | 1,76  |      |               |
| Inscrits / participation                                                  | Inscrits / participation | Inscrits / participation            | 2 894 | 98,24 |      |               |

## Suites
Le 19 septembre 2024, le Conseil constitutionnel déclare Jean-Marc Brême inéligible pour 3 ans.